# Львів на тарілці
Гастрономічний фестиваль «Львів на тарілці» — заснований у 2011 році гастрономічний фестиваль, який має на меті презентувати Львів, як гастрономічну столицю України. До проведення фестивалю долучаються ресторатори міста, які, презентуючи свої заклади, пропонують до скуштування вишукані страви та напої, котрі є властивими, зокрема, галицькій та львівській кулінарним традиціям. У власників кнайп, кав'ярень та ресторацій є можливість винести особливу атмосферу їхнього закладу на вулицю.
Організатор: компанія з організацій подій «Дік-Арт».. Як зазначив директор фестивалю Андрій Сидор:
|  | Унікальність фестивалю в тому, що задля його проведення об’єднаються ресторатори, місцеві виробники продуктів, експерти та професіонали гастрономії, гурмани, які спрямують свої зусилля на відродження місцевої кухні, пошук нової рецептури, популяризацію споживання якісної місцевої продукції та вдосконалення сервісу. |

## Львівська та галицька кухні в історії
Галицька та, зокрема, львівська кухні пройшли довгий шлях становлення. В кухні цього регіону відбилися всі полікультурні впливи та нашарування епох.
Виробництвом їжі в середньовічному місті займалися професійні ремісничі цехи. У 1407 р. у Львові діяли 14 ремісничих цехів, що об'єднували 500 майстрів 36 професій, серед яких важливе місце займали різники, рибаки, пекарі, пивовари, медоситники та ін.
М'ясо різницькому цеху Львова традиційно постачали мешканці приміських сіл — Солонки та Жирівки. Його продавали на львівському Ринку (довкола Ратуші) тільки в певні дні тижня.
Пекарі, об'єднані в цех, випікали переважно білий хліб, кількість якого була регламентована. В межах цеху працювали ще й марципанники, пряничники, а поза межами цеху — партачі, що випікали білий та чорний хліб, булки, бублики, пляцки з маслом.
В першій половині XVI ст. в кулінарній історії Польщі сталася знаменна подія. Королевою Польщі після смерті Зигмунта Старого, почала правити італійка за походженням, Бона Сфорца. За державними турботами вона не забувала і про притаманну Італії середземноморську кухню.
Відомі історичні згадки про бенкети у давньому Львові, що дають уявлення про тогочасні смаки та святкові меню.
Із входженням Галичини до складу Австро-Угорської імперії поширилися впливи менш складної, але більш поживної німецької кухні. З того часу галицькі господині запозичили величезний асортимент м'ясних та ковбасних виробів.
Надзвичайно популярним товаром на львівських ринках є вафлі для улюбленого торта львівських дітлахів, надзвичайно простого у виконанні та відомого своїми якостями далеко поза межами Львова. Це не що інше, як львівський варіант рецепта знаменитого віденського цукерника Оскара Пішінгера, який від часу створення у 1881 р., досі не втратив своєї привабливості.
Львів зітканий із легенд, переказів і міфів. В цих історіях є безліч відомих розповідей про традиції Львівської кухні, яка впродовж багатьох століть створювалася мешканцями цього міста — українцями, поляками, євреями, вірменами, греками, росіянами, італійцями тощо. Місцева кухня збереглась і культивується у львівських родинах, в ресторанах, а також на різноманітних гастрономічних подіях Львова. Наприклад, таких як гастрономічний фестиваль «Львів на тарілці»..

## Перший гастрономічний фестиваль «Львів на тарілці»
З 20 по 22 квітня 2011 року у Львові вперше відбувся гастрономічний фестиваль «Львів на тарілці», який мав на меті презентувати все багатство львівської кухні.
Фестиваль розпочався у п'ятницю Гала-вечерею, яку підготували ресторани «Шекспір», «Кумпель» та «Світ кави», на подвір'ї палацу Потоцьких, на якій зібралось майже 300 осіб, представників туристичного бізнесу, рестораторів, готельєрів, медіа та місцевої влади з України та Росії. Декором вечері стали великі писанки, родзинкою яких була 4-метрова диво-писанка, яку минулого тижня створили в рамках II Фестивалю писанок.
У суботу на неділю відбувся Ярмарок-презентація, де понад 20 львівських ресторанів та кав'ярень мали нагоду презентувати львів'янам та гостям міста страви власного виробництва. Цей ярмарок відвідав за 2 дні фестивалю майже 5 тисяч осіб.
Окрім самої презентації на фестивалі була також насичена музична програма, виступали гурти «JAM», «CoFee», «Йорий Клоц», «Band.it».
Також в рамках фестиваль відбувся Український кавовий фестиваль — захід, який об'єднує чотири національні чемпіонати України, на яких визначаються найкращі спеціалісти з приготування кави у нашій країні. Перемогу здобула львів'янка — Наталя Остапюк з кав'ярні «Світ кави».

## II Гастрономічний фестиваль «Львів на тарілці»
У Львові з 28 по 30 червня вдруге пройшов гастрономічний фестиваль «Львів на тарілці»,який презентував відвідувачам всі родзинки львівської кухні. Три дні на площі Ринок близько  20 тис. гостей частувались тутешніми смаколиками на ярмарку страв Львівської кухні [Архівовано 5 березня 2016 у Wayback Machine.] та ярмарку «Смакуємо з Карпат» [Архівовано 22 червня 2013 у Wayback Machine.]. А просто неба на терасі галереї Палацу мистецтв 300 поважних гостей куштували страви створені найкращим  львівськими шеф-кухарями [Архівовано 22 червня 2013 у Wayback Machine.] за особливими місцевими рецептами..
Понад пів сотні місцевих ресторанів, кондитерських, кнайп, готелів, фермерів Карпатського краю та львівських господинь презентувати на ярмарках все багатство нашого регіону. Цьогоріч до участі у Ярмарку страв Львівської кухні [Архівовано 5 березня 2016 у Wayback Machine.] були запрошені представники закладів, які радо представляли Львівську кухню. Вперше до фестивалю долучились виробники Карпатського краю.
На Гала-вечері страв Львівської кухні шеф-кухарі ресторанів «Кумпель», «Citadel Inn Hotel & Resort», «Split Lviv» та «Шекспір» подавали вишукані львівські страви, до кожної з яких було спеціально підібрано вина ТМ «Колоніст». Усі страви було приготовлено із корисних та свіжих продуктів фермерських господарств Львівської області, наданих гуртовим продуктовим ринком «Шувар».
Ексклюзивно для Гала-вечері кав’ярні «Світ Кави», приготували фільтр–каву приготовлену з авторської суміші, а пивоварня «Кумпель» спеціально зварили темне пиво «Ель Бронзовий».
Над дизайном меню та запрошення Гала-вечері фестивалю працював знаний львівський митець, творець ресторанних інтер’єрів Влодко Костирко.
Смакування страв місцевої кухні, дегустація напоїв та невимушене спілкування гостей вечері проходило під вишукану музику у виконанні відомої львівської співачки Оксани Мухи у супроводі мюзік-бенду «Orchestra Vito».
Вперше на Фестиваль завітала відома телеведуча кулінарних проектів, власниця кулінарної школи «Картата Потата» Даша Малахова, яка три дні разом з усіма охочими просто неба на площі Ринок готувала страви Львівської кухні. Також до майстер-класу та дискусії про місцеву кухню долучились і відомі львів’яни.
А ще у дворику Ратуші тривали майстер-класи з використанням продукції фермерських господарств та майстер-клас з приготування страв Львівської кухні за участі переможця конкурсу родинних рецептів Львівської кухні «Галицька пательня» та Клубу Галицької кухні Олега Юзича.
Під час Фестивалю Клуб галицької кухні організував свято-конкурс найсмачніших андрутів. Перемогу здобула Оксана Солук, яка отримала 1 тис. грн. За друге і третє місце на конкурсі переможці отримали по 500 грн. Свято мало на меті відродження традиції готування андрутів. 
Також на офіційній сторінці Фестивалю у Facebook відбувся розіграш подорожі для двох осіб на Гастрономічний фестиваль «Львів на тарілці». Щаслива переможниця Анастасія Зарицька, виграла пакет, який включав переліт на двох в економ-класі в обидві сторони власними рейсами МАУ за маршрутом Київ-Львів-Київ, проживання у Citadel Inn Hotel & Resort та 2 квитки на Гала-вечерю страв Львівської кухні.
В рамках фестивалю до 7 липня місцеві ресторації беруть участь у Гастрономічній мапі. Детальніше про заклади-учасники та пропоноване меню за посиланням http://www.lvivontheplate.com.ua/uk/festival/festival2/map1/ [Архівовано 22 червня 2013 у Wayback Machine.].
Нагадаємо, в рамках Фестивалю у Музеї мистецтва давньої української книги (вул. Коперника, 15а) відкрито виставку «Меню як мистецтво». Експозицію складають близько 100 меню із колекції знаменитого на той час французького гастрономічного критика князя Курнонського (1872-1956). Тепер власником колекції є львівський ресторатор Вардкес Арзуманян.

## Фестивалі Львова організовані компанією «Дік-Арт»
- VI Міське Свято Пампуха [Архівовано 30 жовтня 2012 у Wayback Machine.]
- VI Національне Свято Шоколаду [Архівовано 8 січня 2013 у Wayback Machine.]
- III Фестиваль писанок у Львові [Архівовано 9 січня 2013 у Wayback Machine.]
- III Міський фестиваль Пива [Архівовано 30 грудня 2012 у Wayback Machine.]
- VI Міське свято «День Батяра у Львові» [Архівовано 24 січня 2013 у Wayback Machine.]
- II Гастрономічний фестиваль «Львів на тарілці» [Архівовано 9 травня 2013 у Wayback Machine.]
- VI Міжнародний фольклорний фестиваль «Етновир» [Архівовано 7 листопада 2012 у Wayback Machine.]
- VII Міське свято «На каву до Львова» [Архівовано 28 жовтня 2012 у Wayback Machine.]
- IV Міське свято Сиру і Вина [Архівовано 13 лютого 2013 у WebCite]